# Гогель, Елена Владимировна
Елена Владимировна Гогель (1864—1955) — библиотечный деятель России начала XX века, действительный член Русского библиологического общества (1903—1917).

## Биография
Родилась 19 июня 1864 года[по какому календарю?] в Бежецке Тверской губернии в семье потомственных дворян рода Гогель. Её прапрадед — генерал-лейтенант, герой Отечественной войны 1812 года Фёдор Григорьевич Гогель (1775—1827). Отец, Владимир Валерьянович Гогель, внук Ф. Г. Гогеля, был акцизным чиновником, мать, Мария Фёдоровна, преподавала французский язык.
Благодаря матери, Елена Владимировна Гогель получила хорошее воспитание и рано овладела иностранными языками. В 1882 году окончила в Санкт-Петербургскую рождественскую женскую гимназию, затем училась на Женских педагогических курсах, слушала лекции в Санкт-Петербургском университете.
Служила при Ведомстве учреждений императрицы Марии, занималась переводами, сотрудничала в периодических изданиях. В 1903 году был открыт Женский педагогический институт, где Е. В. Гогель предложили возглавить библиотеку. С этого момента её жизнь была посвящена библиотечному делу.
Для изучения библиотечного дела институт неоднократно отправлял Гогель в заграничные командировки. В 1905 и 1910 годах она знакомилась с работой библиотек Германии, Швейцарии, Франции, Бельгии: от составления каталогов и правил работы с читателями до устройства помещений библиотеки. В 1910 году, знакомясь с библиотекой Сорбонны, она слушала лекции по библиографии и библиотековедению; затем участвовала в Международном съезде деятелей архивного и библиотечного дела в Брюсселе (28-31 августа 1910 г.). Библиотека Женского педагогического института была сформирована с учётом передового опыта российских и западноевропейских библиотек.
В 1908 году она стала одним из основателей Общества библиотековедения в России.
В 1911 году он участвовала в Первом Всероссийском съезде по библиотечному делу (3-7 июня 1911 г.), выступала на съезде в прениях, была членом комиссии по подготовке выставки, признанной «образцово устроенной».
После революционных событий 1917 года её трудами были созданы ещё две крупные библиотеки: в 1918—1922 годах — Вятская губернская публичная библиотека им. А. И. Герцена, которую Е. В. Гогель не просто возродила к жизни, но превратила в научный и культурный центр Вятского края; в 1924—1929 годах — сельскохозяйственная библиотека Наркомзема в Москве, выросшая в Центральную научную сельскохозяйственную библиотеку. С мая 1922 года она жила в Москве, работала в библиотеках Румянцевского музея и Третьяковской галереи; с 1924 года до выхода на пенсию возглавляла библиотеку Наркомзема. Совместно с А. В. Паллизен составила «Сводный каталог иностранных периодических изданий, полученных в 1931-35 гг. институтами системы Наркомзема».
Е. В. Гогель была знакома с выдающимися русскими книговедами, библиографами и библиотековедами: С. А. Венгеровым, Н. М. Лисовским, Н. А. Обольяниновым, А. Д. Тороповым, Д. В. Ульянинским, Л. Б. Хавкиной и другими.
Умерла 5 ноября 1955 года в Москве.

### Библиотека Женского педагогического института
Фонды библиотеки с самого начала формировались при существенной помощи попечителя института и библиотеки великого князя Константина Константиновича, который помимо «насущнейше необходимых произведений научной и художественной литературы» прислал такие дорогие издания, как Остромирово Евангелие (Савинковское издание), сочинения Шильдера и др. Особенно охотно великий князь пополнял отдел искусства; в библиотеке появились книги: Русская школа живописи А. Бенуа, История русского искусства И. Грабаря, Джотто А. Вышеславцева, Рафаэль, Умбрийская школа, много книг по искусству на иностранных языках. И, конечно, в библиотеке имелись все произведения К.Р. (псевдоним великого князя-поэта). Много помогал институту и его библиотеке П. Е. Кеппен, который посылал книги ещё Педагогическим курсам. В библиотеку института Кеппен по духовному завещанию передал своё книжное собрание почти в двадцать тысяч томов.
В 1905 году от профессора Д. Д. Гримма был приобретен отдел по русской истории и русскому праву (около 400 названий), составленный из книг известного ученого-юриста И. И. Дитятина. Тут были издания старинных актов и грамот, писцовые книги, рукописное Уложение 1649 г. и др. В 1906 году была приобретена библиотека по истории церкви (439 томов) профессора Санкт-Петербургского университета Б. М. Мелиоранского. Из библиотеки профессора А. А. Котляревского была куплена небольшая, но очень ценная коллекция изданий «Слова о полку Игореве» (около 40 единиц), в том числе — первое издание «Слова» 1800 г. В 1907 году было приобретено около 350 томов по географии, этнографии, статистике и социологии из собрания географа Д. А. Коропчевского, в том числе — главные труды Э. Реклю. При посредстве профессора И. А. Шляпкина были приобретены книги (350 томов) по истории литературы, фольклору и русской истории из библиотеки академика А. Н. Пыпина. Крупные книжные вклады были получены от наследников князя А. А. Ливена, от дочерей инженера-путейца К. Я. Михайловского, от родных общественного деятеля С. А. Рачинского и т. д.
Заботами директора института С. Ф. Платонова и первого библиотекаря Е. В. Гогель книги поступали из самых разных источников: Императорский Археологический институт дарил альбомы снимков и труды А. И. Соболевского, Императорский Ботанический сад передавал музейные образцы, Императорское Переселенческое управление присылало книги по истории Сибири, Киргизии и Дальнего Востока, а также материалы по землеустройству за Уралом, Государственная типография дарила издания Государственной Думы 4-го созыва (1912—1913 гг.), известное издательство И. Д. Сытина передавало сотни изданий по естественным наукам, Московский Румянцевский музей 20 января 1915 года «просил принять в дар» юбилейное издание музея: «Архангельское евангелие 1092 года» и т. п.